# Filharmonia

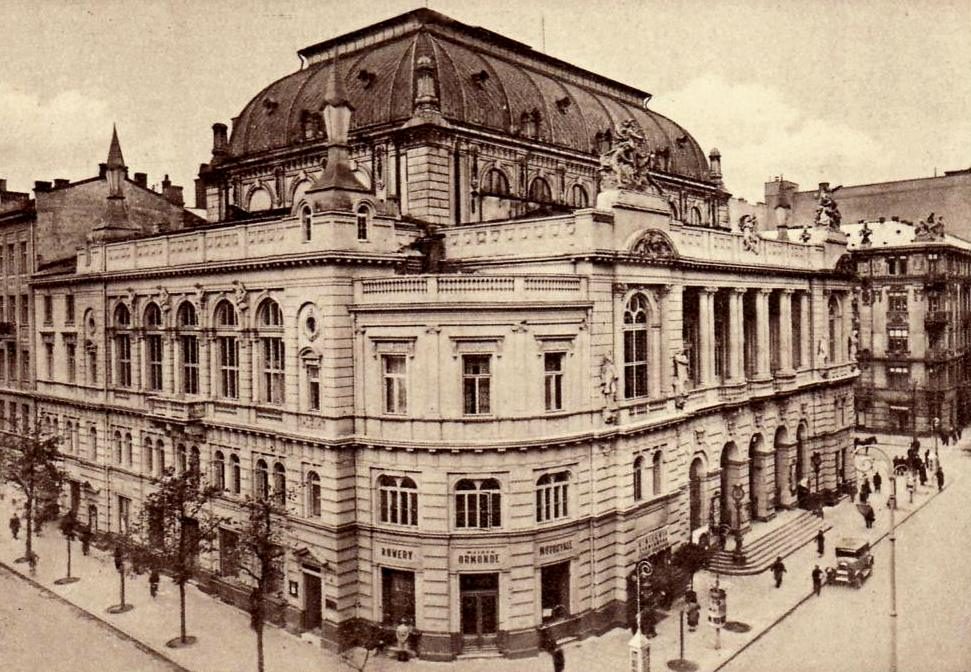
Filharmonia Warszawska (1939)

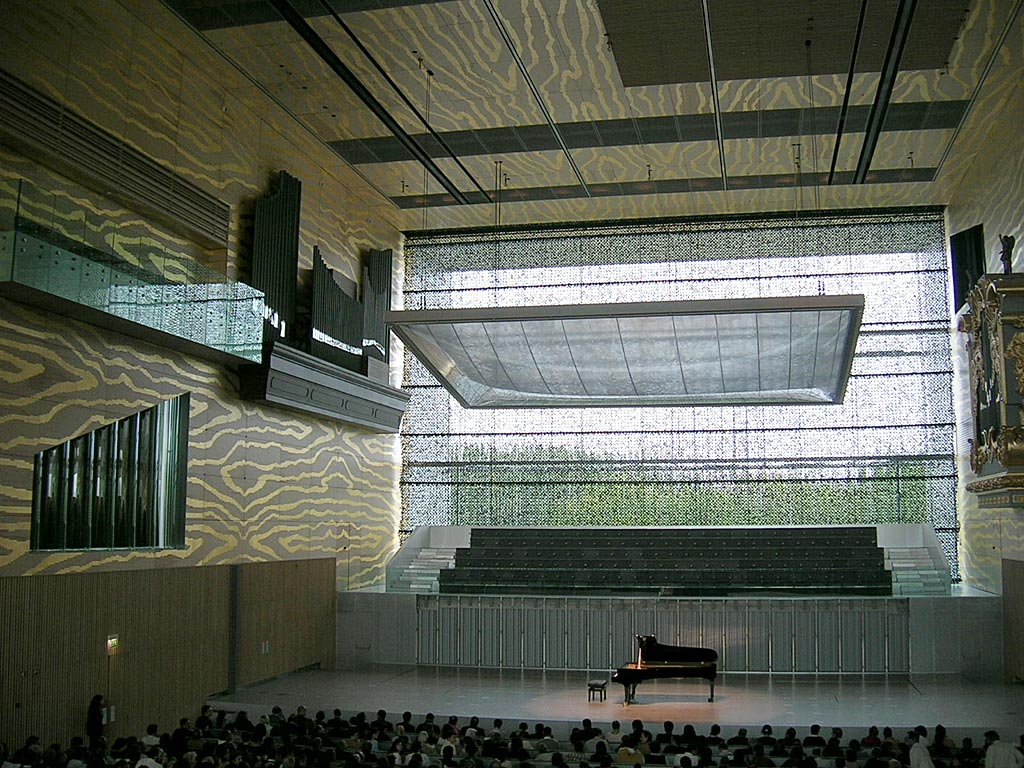
Casa da Música, Porto (2005)

Filharmonia – instytucja kultury zajmująca się organizacją i prezentacją koncertów muzyki klasycznej, głównie tych o charakterze pełnoorkiestrowym, najczęściej równocześnie przygotowująca takie utwory do wykonania. Tym samym słowem określa się też gmach takiej instytucji, aczkolwiek istnieją filharmonie posiadające jedynie własne zaplecze lokalowe, a prezentujące utwory w wynajmowanych salach koncertowych. Instytucjami prowadzącymi działalność podobną do filharmonii są np. stowarzyszenia muzyczne.

## Skala działalności
Działalność filharmonii jest ukierunkowana na możliwość prezentowania utworów wymagających największych obsad wykonawczych, jak również najbogatszego instrumentarium.
Pod względem skali działalności, filharmonie razem z operami zalicza się do największych instytucji zajmujących się prezentacją muzyki na żywo. O ile jednak w operach prezentowane są utwory sceniczne, to filharmonie skupiają się na muzyce koncertowej.

## Repertuar
Zasadniczo działalność filharmoniczna dotyczy muzyki poważnej, prezentowane w nich są jednak również inne rodzaje muzyki orkiestrowej, jak muzyka filmowa czy jazzowa. 
Zazwyczaj w oddzielnych salach, w ramach podstawowego repertuaru, filharmonie przedstawiają muzykę kameralną.

## Historia
Słowo „filharmonia” pochodzi z greckiego phileo – miłuję oraz harmonia – współdziałanie, ład. Wzór filharmonii powstał we Włoszech – Accademia Filarmonica w Bolonii, Florencji, Weronie. Na ich podobieństwo powstały zrzeszenia filharmoniczne w Lublanie (1794), Wiedniu (1812), Londynie (1813), Berlinie (1882), Pradze (1894). W Polsce pierwsza filharmonia została założona w Krakowie w 1817 r., w której na czele chóru i orkiestry złożonej z muzyków amatorów i zawodowców stał organista wawelski W. Goruczkiewicz. Filharmonia Warszawska powstała w 1901 r., a Lwowska w 1902 r.

## Filharmonie w Polsce
| Filharmonia                                                           | Rok założenia |
| --------------------------------------------------------------------- | ------------- |
| Filharmonia Narodowa w Warszawie                                      | 1901/1955     |
| Filharmonia im. Karola Szymanowskiego w Krakowie                      | 1909/1945     |
| Filharmonia Świętokrzyska im. Oskara Kolberga w Kielcach              | 1920/2011     |
| Filharmonia Rybnicka                                                  | 1934/1960     |
| Filharmonia im. Henryka Wieniawskiego w Lublinie                      | 1944          |
| Filharmonia Pomorska im. Ignacego Jana Paderewskiego w Bydgoszczy     | 1945          |
| Filharmonia Śląska im. Henryka Mikołaja Góreckiego w Katowicach       | 1945          |
| Filharmonia Bałtycka im. Fryderyka Chopina w Gdańsku                  | 1945/2005     |
| Warmińsko-Mazurska Filharmonia im. Feliksa Nowowiejskiego w Olsztynie | 1946          |
| Filharmonia Poznańska im. Tadeusza Szeligowskiego                     | 1947          |
| Filharmonia im. Mieczysława Karłowicza w Szczecinie                   | 1948/2014     |
| Filharmonia Łódzka im. Artura Rubinsteina                             | 1949/2004     |
| Filharmonia Zabrzańska                                                | 1950          |
| Filharmonia Opolska im. Józefa Elsnera w Opolu                        | 1952          |
| Filharmonia Podlaska w Białymstoku                                    | 1954/2012     |
| Filharmonia Podkarpacka im. Artura Malawskiego w Rzeszowie            | 1955          |
| Filharmonia Koszalińska im. Stanisława Moniuszki                      | 1956          |
| Filharmonia Zielonogórska im. Tadeusza Bairda                         | 1956/1974     |
| Narodowe Forum Muzyki (dawniej: Filharmonia Wrocławska) we Wrocławiu  | 1958/2014     |
| Filharmonia Częstochowska im. Bronisława Hubermana                    | 1965          |
| Filharmonia Kaliska                                                   | 1974          |
| Filharmonia Dolnośląska w Jeleniej Górze                              | 1976          |
| Filharmonia Kameralna im. Witolda Lutosławskiego w Łomży              | 1977          |
| Filharmonia „Sinfonia Baltica” w Słupsku                              | 1977          |
| Filharmonia Sudecka w Wałbrzychu                                      | 1978          |
| Polska Filharmonia Kameralna Sopot                                    | 1982          |
| Filharmonia Kaszubska w Wejherowie                                    | 1990/2013     |
| Filharmonia Gorzowska                                                 | 2011          |